# Фърндейл (Вашингтон)
Фърндейл (на английски: Ferndale) е град в окръг Уаткъм, щата Вашингтон, САЩ. Фърндейл е с население от 8758 жители (2000) и обща площ от 16,2 km². Намира се на 11 m надморска височина. ЗИП кодът му е 98248, а телефонният му код е 360.